# Regeringsform
Regeringsform, namn på en grundlag i Sverige och tidigare även i Finland. Namnet används även ibland för att beteckna statsskick i allmänhet.
Sveriges nuvarande regeringsform antogs 1974 och trädde i kraft den 1 januari 1975, se regeringsformen.
Tidigare regeringsformer:
- 1634 års regeringsform, trädde aldrig i kraft då den aldrig godtogs av kungamakten och var inte en grundlag i mening som Sverige haft från 1719, utan främst en förvaltningsstadga, utarbetad av Axel Oxenstierna. I ändrad form, med 1660 års s.k. additament, antogs den av riksdagen och fungerade som provisorisk ordning för landets styrelse under förmyndarregeringen för Karl XI.
- 1719 års regeringsform, antogs av riksdagen som grunden för frihetstidens statsskick, i huvudsak överfördes dess innehåll till den reviderade regeringsformen 1720.
- 1720 års regeringsform (fullbordad 05–02) och 1723 års riksdagsordning var de grundlagar efter vilka Sverige styrdes under frihetstiden. De avskaffades genom den kungliga statskuppen 1772.
- 1772 års regeringsform, dikterad av Gustav III vid statskuppen 1772, giltig i Sverige fram till 1809, i Finland till 1919, i båda fallen med tillägg av förenings- och säkerhetsakten efter Gustav III:s nästa statskupp 1789.
- 1809 års regeringsform, antagen av riksdagen efter förslag från det första konstitutionsutskottet giltig i Sverige fram till utgången av år 1974. Året efter antogs en ny riksdagsordning som en följd av den nya regeringsformen. Denna hade giltighet fram till ståndsriksdagens upphävande.
- 1919 års regeringsform, republiken Finlands regeringsform, med K J Ståhlberg som främste grundlagsfader, giltig fram till införandet av den nya grundlagen 2000.